# Världsmästerskapet i schack 2018
Världsmästerskapet i schack 2018 var en titelmatch mellan världsmästaren Magnus Carlsen, och utmanaren Fabiano Caruana. Matchen spelades i London mellan den 8 och den 28 november 2018. Matchen spelades över 12 vanliga partier och tre partier snabbschack som slutade med att Magnus Carlsen behöll världsmästartiteln.

## Kandidatturneringen
Kandidatturneringen 2018 arrangerades i Berlin 10 till 28 mars 2018. Där blev avgjort vem som skulle möta den regerande världsmästaren.
Följande spelare var kvalificerade:
| Spelare                | Kvalificerad genom                                          |
| ---------------------- | ----------------------------------------------------------- |
| Sergej Karjakin        | Förlorare i titelmatchen i Världsmästerskapet i schack 2016 |
| Levon Aronian          | Etta och tvåa i FIDE World Cup 2017                         |
| Ding Liren             | Etta och tvåa i FIDE World Cup 2017                         |
| Sjahrijar Mammadzjarov | Etta och tvåa i FIDE Grand Prix 2017                        |
| Alexander Grisjtjuk    | Etta och tvåa i FIDE Grand Prix 2017                        |
| Fabiano Caruana        | Högst medelrating under 2017                                |
| Wesley So              | Högst medelrating under 2017                                |
| Vladimir Kramnik       | Nominerad av arrangören (wild card)                         |

Turneringen vanns av Fabiano Caruana, som därmed blev motståndaren till Magnus Carlsen i matchen om världsmästartiteln 2018.
| Placering | Spelare                | Elo-rating mars 2018 | 1   | 2   | 3   | 4   | 5   | 6   | 7   | 8   | Poäng |
| --------- | ---------------------- | -------------------- | --- | --- | --- | --- | --- | --- | --- | --- | ----- |
| 1         | Fabiano Caruana        | 2784                 |     | ½ ½ | ½ 0 | ½ ½ | 1 ½ | ½ 1 | 1 ½ | 1 1 | 9     |
| 2         | Sjahrijar Mammadzjarov | 2809                 | ½ ½ |     | 1 ½ | ½ 0 | 1 ½ | ½ 1 | ½ ½ | ½ ½ | 8     |
| 3         | Sergej Karjakin        | 2763                 | ½ 1 | 0 ½ |     | ½ ½ | ½ 1 | ½ ½ | 1 ½ | 0 1 | 8     |
| 4         | Ding Liren             | 2769                 | ½ ½ | ½ 1 | ½ ½ |     | ½ ½ | ½ ½ | ½ ½ | ½ ½ | 7½    |
| 5         | Vladimir Kramnik       | 2800                 | 0 ½ | 0 ½ | ½ 0 | ½ ½ |     | 1 0 | ½ ½ | 1 1 | 6½    |
| 6         | Alexander Grisjtjuk    | 2767                 | ½ 0 | ½ 0 | ½ ½ | ½ ½ | 0 1 |     | 1 ½ | ½ ½ | 6½    |
| 7         | Wesley So              | 2799                 | 0 ½ | ½ ½ | 0 ½ | ½ ½ | ½ ½ | 0 ½ |     | 1 ½ | 6     |
| 8         | Levon Aronian          | 2794                 | 0 0 | ½ ½ | 1 0 | ½ ½ | 0 0 | ½ ½ | 0 ½ |     | 4½    |

## Tidsplan
| Datum            | Veckodag | Händelse         |
| ---------------- | -------- | ---------------- |
| 8 november 2018  | Torsdag  | Öppningsceremoni |
| 9 november 2018  | Fredag   | Första partiet   |
| 10 november 2018 | Lördag   | Andra partiet    |
| 11 november 2018 | Söndag   | Vilodag          |
| 12 november 2018 | Måndag   | Tredje partiet   |
| 13 november 2018 | Tisdag   | Fjärde partiet   |
| 14 november 2018 | Onsdag   | Vilodag          |
| 15 november 2018 | Torsdag  | Femte partiet    |
| 16 november 2018 | Fredag   | Sjätte partiet   |
| 17 november 2018 | Lördag   | Vilodag          |
| 18 november 2018 | Söndag   | Sjunde partiet   |

| Datum            | Veckodag | Händelse        |
| ---------------- | -------- | --------------- |
| 19 november 2018 | Måndag   | Åttonde partiet |
| 20 november 2018 | Tisdag   | Vilodag         |
| 21 november 2018 | Onsdag   | Nionde partiet  |
| 22 november 2018 | Torsdag  | Tionde partiet  |
| 23 november 2018 | Fredag   | Vilodag         |
| 24 november 2018 | Lördag   | Elfte partiet   |
| 25 november 2018 | Söndag   | Vilodag         |
| 26 november 2018 | Måndag   | Tolfte partiet  |
| 27 november 2018 | Tisdag   | Vilodag         |
| 28 november 2018 | Onsdag   | Tie-breaks      |
| 28 november 2018 | Onsdag   | Prisceremoni    |

## Regler
Matchen spelades över 12 partier. Om det skulle vara oavgjort, 6-6, efter dessa 12 partier, så avgjordes VM-matchen i särspel ("tiebreak"). Man spelade då först 4 partier snabbschack. Om det var oavgjort efter dessa så spelades 5x2 partier blixtschack. Om det då fortfarande var oavgjort så avgjordes VM-matchen i ett parti armageddon.

## Resultat
| Namn            | Rating | Ordinarie partier | Ordinarie partier | Ordinarie partier | Ordinarie partier | Ordinarie partier | Ordinarie partier | Ordinarie partier | Ordinarie partier | Ordinarie partier | Ordinarie partier | Ordinarie partier | Ordinarie partier | Särspel | Särspel | Särspel | Poäng |
| Namn            | Rating | 1                 | 2                 | 3                 | 4                 | 5                 | 6                 | 7                 | 8                 | 9                 | 10                | 11                | 12                | 13      | 14      | 15      | Poäng |
| --------------- | ------ | ----------------- | ----------------- | ----------------- | ----------------- | ----------------- | ----------------- | ----------------- | ----------------- | ----------------- | ----------------- | ----------------- | ----------------- | ------- | ------- | ------- | ----- |
| Magnus Carlsen  | 2835   | ½                 | ½                 | ½                 | ½                 | ½                 | ½                 | ½                 | ½                 | ½                 | ½                 | ½                 | ½                 | 1       | 1       | 1       | 6 (3) |
| Fabiano Caruana | 2832   | ½                 | ½                 | ½                 | ½                 | ½                 | ½                 | ½                 | ½                 | ½                 | ½                 | ½                 | ½                 | 0       | 0       | 0       | 6 (0) |

Efter att de ordinarie partierna slutat oavgjort (6–6) vann Carlsen särspelspartierna med 3–0.